# Улица Лермонтова (Симферополь)
У́лица Ле́рмонтова, до 1938 Нижне-Александровская — одна из крупных улиц Симферополя. Начинается от проспекта Победы и заканчивается на пересечение улиц Куйбышева, Садовой и Троллейбусной, где расположена транспортная развязка (Кольцо).

## История
Прежнее название Нижне-Александровская, упоминается с 1917 года. Микрорайон возник при поглощении городом села Бахчи-Эли название которого трансформировалось в район Бахчи-Эль.
С 1926 года от дома Христофорова по Феодосийскому шоссе, далее по Нижне-Александровской улице прокладывается одноколейная ветка трамвайного маршрута № 2 Симферопольского трамвая через Малый Салгир и далее на Красную горку. Долгое время улица не имела асфальтового покрытия. Вдоль трамвайной линии расположился частный сектор. Лермонтова стала называться с 1938 года.
Во время немецкой оккупации в 1941—1944 годах носила старое название (нем. Lermontow strasse).
В начале 1960-х годов было принято решение о строительстве вдоль улицы нового района с многоэтажной застройкой. В 1961 началось асфальтирование улицы, а в 1968 году было принято решение убрать трамвай. Спустя несколько месяцев по улице Лермонтова открыли троллейбусное движение.
Улица Лермонтова окончательно оформилась на всём протяжении в настоящем виде к середине 1970-х годов, после сноса частного сектора на ныне несуществующей улице Репина, большей части снесённой улицы Полярной. Активное развитие улицы началось в 1975 году, когда началось строительство крупного микрорайона 9-этажных панельных домов в квартале улиц Куйбышева, Лермонтова, проспекта Победы, вплоть до русла Малого Салгира.

## Инфраструктура
На улице Лермонтова расположены: 2-я городская поликлиника, 3-я и 25-я школы, ЖЭУ 1 и 7, Торговый центр, 2 минигостиницы, автостоянка и множество магазинов и аптек.

## Транспорт
По улице Лермонтова ходят троллейбусы №4А и 10, и автобусы № 70 и 81.
До 1969 года ходил трамвай № 2.